# Survey of India

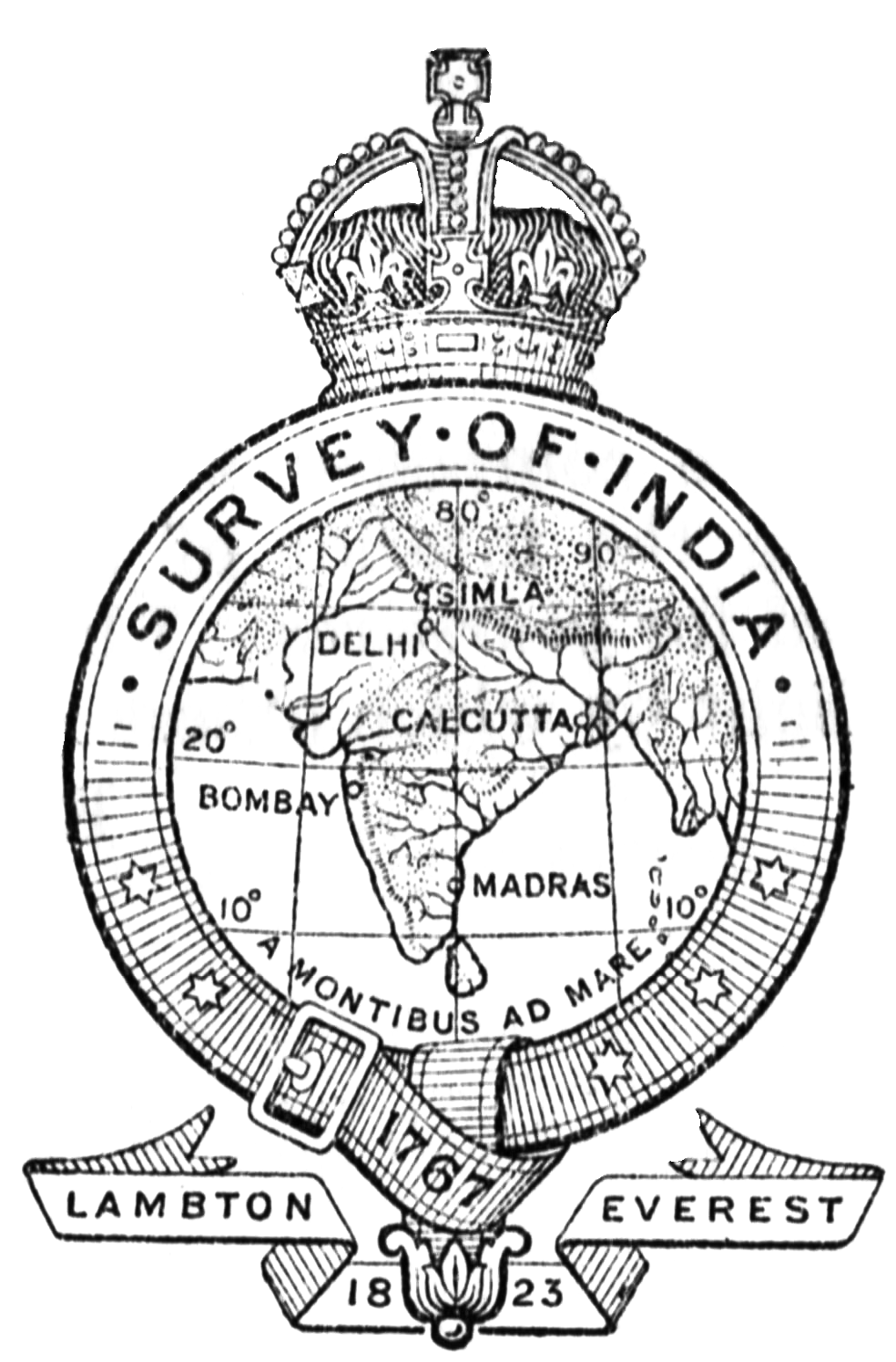
Logo von Survey of India

Survey of India ist das nationale Amt für Geodäsie und Kartographie Indiens. Seine Hauptverwaltung ist in Dehradun, Uttarakhand, Unterabteilungen sind über ganz Indien verteilt. Die von dem Surveyor General of India geleitete Behörde untersteht dem Department of Science & Technology des Ministry of Science and Technology (Ministerium für Wissenschaft und Forschung).
Zu den Aufgaben gehören nicht nur die geodätischen, topographischen und kartographischen Tätigkeiten eines landesweit zuständigen Amtes einschließlich der Erstellung digitaler Karten, sondern auch die Rechtschreibung von Ortsnamen, die Gezeitenvorhersage samt der Herausgabe von Gezeitentabellen für 44 Häfen und nicht zuletzt die Bestimmung der äußeren Grenzen des Landes, ihre korrekte Darstellung in den Karten und die Überwachung der Grenzdarstellung in anderen Karten, auch solchen gewerblicher Hersteller.
Die Organisation wurde 1767 unter der Britischen Ostindien-Kompanie gegründet und ist damit die älteste wissenschaftliche Institution der Regierung Indiens. Zu seinen herausragenden Leistungen gehört the Great Trigonometrical Survey, die Große Trigonometrische Vermessung, mit der im 19. Jahrhundert der indische Subkontinent vermessen wurde.